# Vance Amory
Vance Winkworth Amory (* 22. Mai 1949, Rawlins Village; † 2. April 2022 in London) war ein Politiker in St. Kitts und Nevis und Cricket-Spieler. Er war zwei Amtszeiten lang Premier von Nevis, von 1992 bis 2006 und von 2013 bis 2017, außerdem diente er als Minister of Sports in der Nevis Island Administration. Er gründete und führte die Partei Concerned Citizens’ Movement. Der Flughafen von Nevis, Vance W. Amory International Airport, wurde zu seinen Ehren benannt.

## Leben
Amory wurde am 22. Mai 1949 in Rawlins Village geboren. Er erhielt seine Schulausbildung in Nevis und war ein aktives Mitglied einer lokalen Kirche in Nevis seit seiner Kindheit.
Seine Leidenschaft war Cricketspielen. Er spielte auf der Position des Eröffnungs-Batters im First-Class Cricket für die Combined Leeward and Windward Islands und die Leeward Islands von 1969 bis 1981. Seine beste Batting-Leistung über 88 Runs erzielte er in einem Spiel der Leeward Islands gegen Windward Islands in der Saison 1977/78. Damit sicherte er für die Leeward Islands Team ein Unentschieden, nachdem das Team in den ersten Innings einen Rückstand von 167 Runs hatte. In seinem letzten Match war er Kapitän für das Team der Leeward Islands bei einem Tour Match gegen die englische Nationalmannschaft im März 1981, bei dem er 37 und 56 Runs erzielte. Im Laufe seiner Spielerkarriere erlitt er verschiedene Verletzungen.
Amory war ein hervorragender Schüler. Er bestand 5 von 7 GCE 'O' level-Prüfungen an der Charlestown Secondary School und erwarb in der Folge seine 'A' grade levels in St. Kitts. Dann ging er an die University of the West Indies an den Cave Hill Campus, Barbados, wo er einen Bachelor of Arts erwarb. 1973 kehrte er zurück, um an der Charlestown Secondary School zu unterrichten.
An der Gingerland Secondary School unterrichtete er von 1974 bis 1977, wo er auch für sechs Monate als Acting Headmaster die Schulleitung übernahm. Mit 28 Jahren wurde er der jüngste Schulleiter der Charlestown Secondary School. Er übernahm eine Institution, die ziemlich heruntergekommen war und fast im Alleingang sorgte er dafür, dass das Niveau und die Glaubwürdigkeit der Schule wieder stimmten. Der Übergang vom System der GCE 'O' Levels zum CXC und das neu eingeführte Sportprogramm gehörten zu den Herausforderungen, welche er auch gegen Widerstand umsetzen konnte. Als Lehrer und Schulleiter war er eine große Hilfe für tausende Schüler.
Zwischen 1981 und 1983 war Amory Manager der St. Kitts, Nevis and Anguilla National Bank und konnte dadurch vielen Personen zu notwendigen Finanzierungen verhelfen. Die Bank war ziemlich neu in Nevis und hatte anfangs mit Schwierigkeiten zu kämpfen. Die Einwohner von Nevis zögerten, der Bank zu vertrauen und Amory konnte dies ändern. Er konnte der Bank zu einem gesunden Wachstum verhelfen und sorgte auch für den Landkauf, welcher das heutige Grundstück der National Bank erbrachte.

## Politik
Amory bewarb sich 1983 um eine Position im Finanzdepartement des Nevis Island Government. Unter dem Premier Simeon Daniel wurde er zum Permanent Secretary in Finance befördert. Im September 1986 nahm er sich eine Studien-Auszeit um seine Bildung an der University of the Virgin Islands in St. Croix zu erweitern. Dann trat er im Dezember endgültig zurück und widmete sich der Verbesserung der Bedingungen in Nevis.
1987 organisierte er eine Politische Partei, das Concerned Citizens’ Movement. 1992 wurde er Premier of Nevis und diente in diesem Amt bis 2006. Die Transformation, welche er in Nevis bewirkte, kann in vielen Facetten erkannt werden. Er spielte eine entscheidende Rolle in der Absicherung der Finanzmittel für die Konstruktion des Flugplatzes. Es gab zahlreiche rechtliche Schwierigkeiten beim Bau des Flugplatzes und viele Verzögerungen durch die Regierung in Basseterre (in St. Kitts) um die Bürgschaft zu verlängern. Seine Ausdauer bis zur Vollendung des Flughafens ist ein Grund, warum der Flugplatz nach ihm benannt ist. 1996 kündigte er an, dass Nevis sich von St. Kitts trennen sollte, aber das Unabhängigkeitsreferendum 1998 erreichte nicht die erforderliche Zwei-Drittel-Mehrheit.
Amory war von 2013 bis 2017 erneut Premier von Nevis.

## Tod
Amory starb am 2. April 2022, im Alter von 72 Jahren in einem Krankenhaus in London an Krebs.